# Bózhykiv
Bózhykiv (ucraniano: Бо́жиків) es un pueblo de Ucrania, perteneciente al municipio rural de Saranchuký, en el raión de Ternópil de la óblast de Ternópil.
En 2001, el pueblo tenía una población de 670 habitantes.
Se ubica a orillas del río Zolota Lipa, unos 4 km al sur de la capital municipal Saranchuký.

## Historia
Antes de su integración en el actual municipio de Saranchuký en 2020, el pueblo era sede de un consejo rural en el raión de Berezhany. El consejo rural incluía como pedanías a Kvitkové y Volóshchyna.